# Burladingen
Burladingen település Németországban, azon belül Baden-Württembergben. Lakosainak száma 12 263 fő (2023. december 31.). Burladingen Bitz, Albstadt, Jungingen, Hechingen, Mössingen, Sonnenbühl, Trochtelfingen, Gammertingen és Neufra községekkel határos.

## Népesség
A település népessége az elmúlt években az alábbi módon változott:
| Lakosok száma | 10 544 | 11 748 | 12 270 | 11 979 | 11 367 | 13 134 | 13 192 | 12 964 | 12 151 | 12 263 |
|               | 1961   | 1967   | 1974   | 1980   | 1986   | 1993   | 1999   | 2005   | 2012   | 2023   |